# Thorkell l'Alto
Thorkell l'Alto (norreno antico: Þorke(ti)ll inn hávi; norvegese: Torkjell Høge; svedese: Torkel Höge; danese: Torkild den Høje; prima del 986 – dopo il 1023) è stato un condottiero norreno, a capo dei vichinghi di Jomsborg stanziati sull'Isola di Wolin.

## Biografia
Delle origini di Thorkell non si sa nulla se non che era figlio di un capotribù della Scania a nome Strút-Harald e che come fratelli aveva Sigvaldi, capo dei vichinghi di Jomsborg, e Heming Strut-Haraldsson. Non si conosce l'anno della sua nascita né il nome della madre.
La sua prima entrata nella storia risale al 986 quando prese parte alla battaglia di Hjörungavágr.
Circa quattordici anni dopo, attorno al 1000 Thorkell combatté nella battaglia di Svolder e nel 1010 attaccò l'Inghilterra, allora governata da Etelredo II d'Inghilterra, attraccando presso le scogliere del fiume Orwell, non lontano da Ipswich, e sconfiggendo le armate che il re inglese spedì per respingerlo. L'impresa gli venne retribuita con un Danegeld straordinariamente munifico nel 1011.
L'anno seguente gli uomini di Thorkell presero in ostaggio l'arcivescovo di Canterbury: Elfego di Canterbury che era già stato coinvolto nei negoziati per il pagamento del Danegeld. Si dice che il prelato rifiutò di essere scambiato grazie al pagamento di un riscatto organizzato da Eadric Streona perché non voleva essere fonte di ulteriore impoverimento del suo paese, come conseguenza egli venne ucciso dai soldati di Thorkell durante un banchetto. Sentendo che stava perdendo il controllo sui suoi uomini Thorkell, seguito da coloro che gli erano più leali, decise di entrare a servizio di Etelredo e per lui combatterono contro Sweyn I di Danimarca che nel 1013 attaccò l'Inghilterra per conquistarla insieme al figlio Canuto. Sweyn non visse abbastanza per consolidare la propria posizione in Inghilterra, nel 1014 morì e gli inglesi contrattaccarono riuscendo a ricacciare Canuto in Danimarca e a riconsegnare il trono a Etelredo. Nel corso di quest'ultimo scontro gli uomini di Etelredo si rivoltarono contro Thorkell e i suoi mercenari e suo fratello Heming venne ucciso in battaglia ed egli partì verso la Danimarca lasciando dietro di sé un conto da saldare con l'Inghilterra. Nel 1015 Thorkell tornò indietro al soldo di Canuto che in breve tempo riprese l'Inghilterra e si proclamò re col nome di Canuto I d'Inghilterra e Thorkell per i servigi resi venne proclamato jarl dell'Anglia orientale nel 1017.
Una spiegazione sul perché Canuto abbia accettato l'appoggio militare di Thorkell, escluso il suo valore militare, potrebbe risiedere nel fatto che Thorkell fosse stato una sorta di mentore per lui negli anni dell'infanzia e che quindi, per Canuto, Thorkell avesse una certa importanza. Non è da sottovalutare nemmeno il fatto che anch'egli aveva dei conti in sospeso con i nobili inglesi che si erano resi responsabili di tradimento dopo la morte di suo padre avendo infranto i voti di lealtà che avevano fatto a Sweyn. Se fosse vero che fu Thorkell insieme ai suoi uomini a insegnare a Canuto a destreggiarsi nelle prime battaglie fra i due si sarebbe creato un legame difficile da rompere, nonostante almeno una volta si fossero trovati sui lati opposti del fronte.
Nel 1021 i rapporti fra Thorkell e Canuto s'interruppero bruscamente ed egli dovette fuggire in Danimarca, l'oggetto del contendere era nato da un processo che aveva coinvolto la moglie di Canuto accusata d'aver avvelenato il figlio avuto dal primo matrimonio con l'aiuto di una strega. Ella era stata giudicata colpevole e poiché Thorkell aveva giurato la sua innocenza s'era trovato a perdere la propria credibilità, tuttavia i due presto si rinconciliarono ed egli tornò a ricoprire il titolo di jarl anche se questa volta in Danimarca. Dal 1023 in poi di Thorkell si perde ogni traccia, questo potrebbe essere dovuto al fatto che ormai era troppo vecchio per combattere e quindi passò gli ultimi anni alla corte senza più ricoprire incarichi, parimenti egli avrebbe potuto scegliere di abbandonare l'Inghilterra e tornare a Scane e vivere in patria. Ancora Thorkell potrebbe essere semplicemente morto poco dopo la nomina a jarl per cause naturali o meno.

## Nella cultura di massa
- Thorkell appare come personaggio nel manga storico giapponese Vinland saga; fa la prima comparsa nella serie durante l'assedio di Londra perpetrato dai danesi di Sweyn. Anche se inizialmente si schiera con gli inglesi, Thorkell si mette successivamente al servizio di Canuto, figlio di Sweyn, nel tentativo di detronizzare il padre di quest'ultimo.
- Il personaggio di Thorkell l'Alto appare anche nella sesta stagione della serie Vikings, dov'è interpretato dall'attore svedese Fredrik Hiller.